# ناحية الرضوية
ناحية الرضوية هي منطقة سكنية في محافظة النجف الاشرف في العراق تبعد عن مركز مدينة النجف و ضريح الامام علي بن ابي طالب حوالي 7 كيلو متر جنوبا تقع على الطريق بين مدينة النجف وقضاء أبو صخير يبلغ تعداد سكانها أكثر من مائة الف نسمة معظم سكانها من عشائر معروفة مثل الغزالات والكلابيين (بني كلاب)وعشيرة بني سلامه(السلاميين) والسادة الأميال و ال شبل والجبور وعشيرة العكرات (الشمرية) وال بدير وال عياش وبني قريط (كريط) والسادة العذاريين وال شويب وغيرهم. تحتوي الكثير من الآثار دولة المناذرة المدروسة تحت الأرض. تمت تسميتها بالرضوية عام 2003 بدلا من الاسم القديم المتعارف (الجريوية) الذي جاء بسبب بساتين السادة البو جريو المحاددة للمنطقة السكنية، وقد سميت بأسماء كثيرة في الماضي مثل الحصوة والخورنق.
سكنت في سنة 1964 في بداية الأمر على شكل بيوت قليلة ثم توسعت بعد ذلك لتكون مدينة إستراتيجية في الطريق الرابط بين مدينة النجف ومدينة المناذرة التاريخية أو بقية مدن جنوب شرق محافظة النجف.
نظرا لكون عدد سكانها كبير بما يقرب من سدس سكان مدينة النجف وموقعها المتميز جاء التفكير الجدي بتحويلها إلى ناحية رسمية تابعة إلى محافظة النجف حتى تم هذا في شهر يناير من عام 2017م من قبل مديرية التخطيط في المحافظة وتم تنصيب الأستاذ علي نايف الغزالي مديرا على الناحية.